# クローヴィス4世 (フランク王)
クローヴィス4世（フランス語: Clovis IV、682年 - 695年）は、メロヴィング朝の9代目の国王（在位：691年 - 695年）。

## 生涯
テウデリク3世と王妃クロティルダとの間の子である。
彼は母方の伯父にあたる宮宰ピピン2世に操られていた。9歳のときに王の座についたが、齢13歳で他界した。